# غريغوري والاس
غريغوري والاس (21 سبتمبر 1950 في نيوزيلندا - ) (بالإنجليزية: Gregory Wallace)‏ هو لاعب كريكت نيوزلندي.

## وصلات خارجية
- غريغوري والاس على موقع إي آس بي آن كريك إنفو (الإنجليزية)